# Zhao Buzhi
Zhao Buzhi 晁补之 (1053-1110) foi um filósofo e poeta chinês na dinastia Sung.